# Ruecroft Glacier
Ruecroft Glacier är en glaciär i Antarktis. Den ligger i Östantarktis. Nya Zeeland gör anspråk på området. Ruecroft Glacier ligger 1 387 meter över havet.
Terrängen runt Ruecroft Glacier är kuperad åt sydväst, men åt nordost är den bergig. Trakten är obefolkad. Det finns inga samhällen i närheten. 